# Senegalska nogometna reprezentacija
Senegalska nogometna reprezentacija predstavlja Senegal u međunarodnom nogometu. Pod vodstvom je Senegalskog nogometnog saveza (fra: Fédération Sénégalaise de Football).

## Povijest
Senegalski nogometni savez osnovan je 1960. i povezan je s CAF-om i FIFA-om. Senegalska nogometna reprezentacija je u lipnju 2004. dosegla svoju najvišu poziciju na FIFA-inoj ljestvici na 26. mjesto, a u prosincu 1998. bila je na najnižem mjestu (95.).
Senegal je prvi puta nastupio na Svjetskome prvenstvu u Japanu i Južnoj Koreji u 2002. Nakon pobjede nad vladajućim svjetskim prvakom Francuskom u prvome krugu, Senegal je još igrao neriješeno s Danskom i s Urugvajom. U prvom krugu je Senegal postao drugi s 5 bodova iza Danske. Na 16. lipnja 2002. Senegal je igrao drugi krug protiv Švedske. U produžecima je senegalski nogometaš Henri Camara postigao pobjednički gol. Na 22. lipnja 2002. Senegal je u četvrtfinalu poražen s 1:0 od Turske. Senegal nije nastupio na Svjetskome prvenstvu 2006. i Svjetskome prvenstvu 2010.

## Nastupi naSvjetskim prvenstvima
- 1930. do 1962. – nisu sudjelovali
- 1966. – odustali
- 1970. do 1986. – nisu se kvalificirali
- 1990. – nisu sudjelovali
- 1994. do 1998. – nisu se kvalificirali
- 2002. – četvrtzavršnica
- 2006. do 2014. – nisu se kvalificirali
- 2018. – grupna faza
- 2022. – kvalificirali se

## Nastupi naAfričkim prvenstvima
- 1957. do 1963. – nisu sudjelovali
- 1965. – četvrto mjesto
- 1968. – 1. krug
- 1970. do 1978. – nisu se kvalificirali
- 1980. – nisu sudjelovali
- 1982. do 1984. – nisu se kvalificirali
- 1986. – 1. krug
- 1988. – nisu se kvalificirali
- 1990. – četvrto mjesto
- 1992. – četvrtfinale
- 1994. – četvrtfinale
- 1996. do 1998. – nisu se kvalificirali
- 2000. – četvrtfinale
- 2002. – drugo mjesto
- 2006. – četvrto mjesto
- 2008. – 1. krug
- 2010. – nisu se kvalificirali
- 2012. – 1. krug
- 2013. – nisu se kvalificirali
- 2015. – 1. krug
- 2017. – četvrtfinale
- 2019. – finale
- 2021. – prvaci

## Izbornici
| Godine           | Drž. | Izbornici         |
| ---------------- | ---- | ----------------- |
| 1982. – 1986.    |      | Pape Alioune Diop |
| 1999. – 2000.    |      | Peter Schnittger  |
| 2000. – 2002.    |      | Bruno Metsu       |
| 2002. – 2005.    |      | Guy Stéphan       |
| 2005. – 2006.    |      | Abdoulaye Sarr    |
| 2006. – 2008.    |      | Henryk Kasperczak |
| 2008.            |      | Lamine N'Diaye    |
| 2009. – 2012.    |      | Amara Traoré      |
| 2012. – 2013.    |      | Joseph Koto       |
| 2013. – 2015.    |      | Alain Giresse     |
| 2015. – trenutno |      | Aliou Cissé       |

## Sastav
Senegalski izbornik objavio je konačni popis igrača za Svjetsko prvenstvo 2022. 11. studenog 2022. Dana 17- studenoga ozlijeđeni Sadio Mané napustio je momčad. Tri dana kasnije zamijenio ga je Moussa N'Diaye.

Nastupi i golovi zadnji put su ažurirani 27. rujna 2022. nakon utakmice protiv Irana.
| 0#0 | Poz. | Igrač                       | Datum rođenja (dob) | Nastupi | Golovi | Klub                |
| --- | ---- | --------------------------- | ------------------- | ------- | ------ | ------------------- |
| 1   | G    | Seny Dieng                  | 23. studenoga 1994. | 4       | 0      | Queens Park Rangers |
| 2   | B    | Formose Mendy               | 2. siječnja 2001.   | 2       | 0      | Amiens              |
| 3   | B    | Kalidou Koulibaly (kapetan) | 20. lipnja 1991.    | 64      | 0      | Chelsea             |
| 4   | B    | Pape Abou Cissé             | 14. rujna 1995.     | 13      | 1      | Olympiakos          |
| 5   | V    | Idrissa Gueye               | 26. rujna 1989.     | 96      | 7      | Everton             |
| 6   | V    | Nampalys Mendy              | 23. lipnja 1992.    | 19      | 0      | Leicester City      |
| 7   | N    | Nicolas Jackson             | 20. lipnja 2001.    | 0       | 0      | Villarreal          |
| 8   | B    | Cheikhou Kouyaté            | 21. prosinca 1989.  | 83      | 4      | Nottingham Forest   |
| 9   | N    | Boulaye Dia                 | 16. studenoga 1996. | 19      | 3      | Salernitana         |
| 10  | N    | Moussa N'Diaye              | 18. lipnja 2002.    | 0       | 0      | Anderlecht          |
| 11  | V    | Pathé Ciss                  | 16. ožujka 1994.    | 1       | 0      | Rayo Vallecano      |
| 12  | B    | Fodé Ballo-Touré            | 3. siječnja 1997.   | 14      | 0      | Milan               |
| 13  | N    | Iliman Ndiaye               | 6. ožujka 2000.     | 2       | 0      | Sheffield United    |
| 14  | B    | Ismail Jakobs               | 17. kolovoza 1999.  | 2       | 0      | Monaco              |
| 15  | V    | Krépin Diatta               | 25. veljače 1999.   | 26      | 2      | Monaco              |
| 16  | G    | Édouard Mendy               | 1. ožujka 1992.     | 25      | 0      | Chelsea             |
| 17  | V    | Pape Matar Sarr             | 14. rujna 2002.     | 10      | 0      | Tottenham Hotspur   |
| 18  | N    | Ismaïla Sarr                | 25. veljače 1998.   | 48      | 10     | Watford             |
| 19  | N    | Famara Diédhiou             | 15. prosinca 1992.  | 25      | 10     | Alanyaspor          |
| 20  | N    | Bamba Dieng                 | 23. ožujka 2000.    | 13      | 1      | Marseille           |
| 21  | B    | Youssouf Sabaly             | 5. ožujka 1993.     | 24      | 0      | Real Betis          |
| 22  | B    | Abdou Diallo                | 4. svibnja 1996.    | 18      | 2      | RB Leipzig          |
| 23  | G    | Alfred Gomis                | 5. rujna 1993.      | 14      | 0      | Rennes              |
| 24  | B    | Moustapha Name              | 5. svibnja 1995.    | 6       | 0      | Pafos               |
| 25  | V    | Mamadou Loum                | 30. prosinca 1996.  | 3       | 0      | Reading             |
| 26  | V    | Pape Gueye                  | 24. siječnja 1999.  | 12      | 0      | Marseille           |

## Poznati igrači
- Issa Ba
- El Hadji Diouf
- Khalilou Fadiga
- Henri Camara
- Pape Malick Diop
- Mbaye Badji
- Pape Niokhor Fall
- Makhtar N'Diaye
- Fary Faye
- Cheikh Gadiaga
- Pape Mamadou Diouf
- Mohamed Coly
- Pape Cire Dia
- Demba Ba
- Cheikhou Kouyate
- Idrissa Gueye
- Moussa Sow
- Kalidou Koulibaly
- Sadio Mane
- Ismaila Sarr
- Edouard Mendy

## Vanjske poveznice
- RSSSF arhiva 1961–